# Amorbia productana
Amorbia productana es una especie de polilla del género Amorbia, tribu Sparganothini, subfamilia Tortricinae.

## Distribución
Se distribuye por Honduras.

## Taxonomía
Fue descrita por Walker en 1863 y publicada en List Specimens lepid. Insects Colln. Br. Mus 28: 320.